# Conquer
Conquer is het zesde album van de Amerikaanse metalband Soulfly. Het album is uitgebracht in 2008. Net als Dark Ages heeft dit album een zwaar death-/thrashmetal-geluid, een trend die Cavalera sindsdien aanhoudt.

## Tracks
1. "Blood Fire War Hate"
2. "Unleash"
3. "Paranoia"
4. "Warmageddon"
5. "Enemy Ghost"
6. "Rough"
7. "Fall of the Sycophants"
8. "Doom"
9. "For Those About to Rot"
10. "Touching the Void"
11. "Soulfly VI"

## Bezetting van de band tijdens opname
- Max Cavalera
- Bobby Burns
- Joe Nuñez
- Marc Rizzo